# Schernebeck
Schernebeck este o comună în Saxonia-Anhalt, Germania